# Gallinago undulata
Gallinago undulata là một loài chim trong họ Scolopacidae.